# Kramerstraße (Hannover)

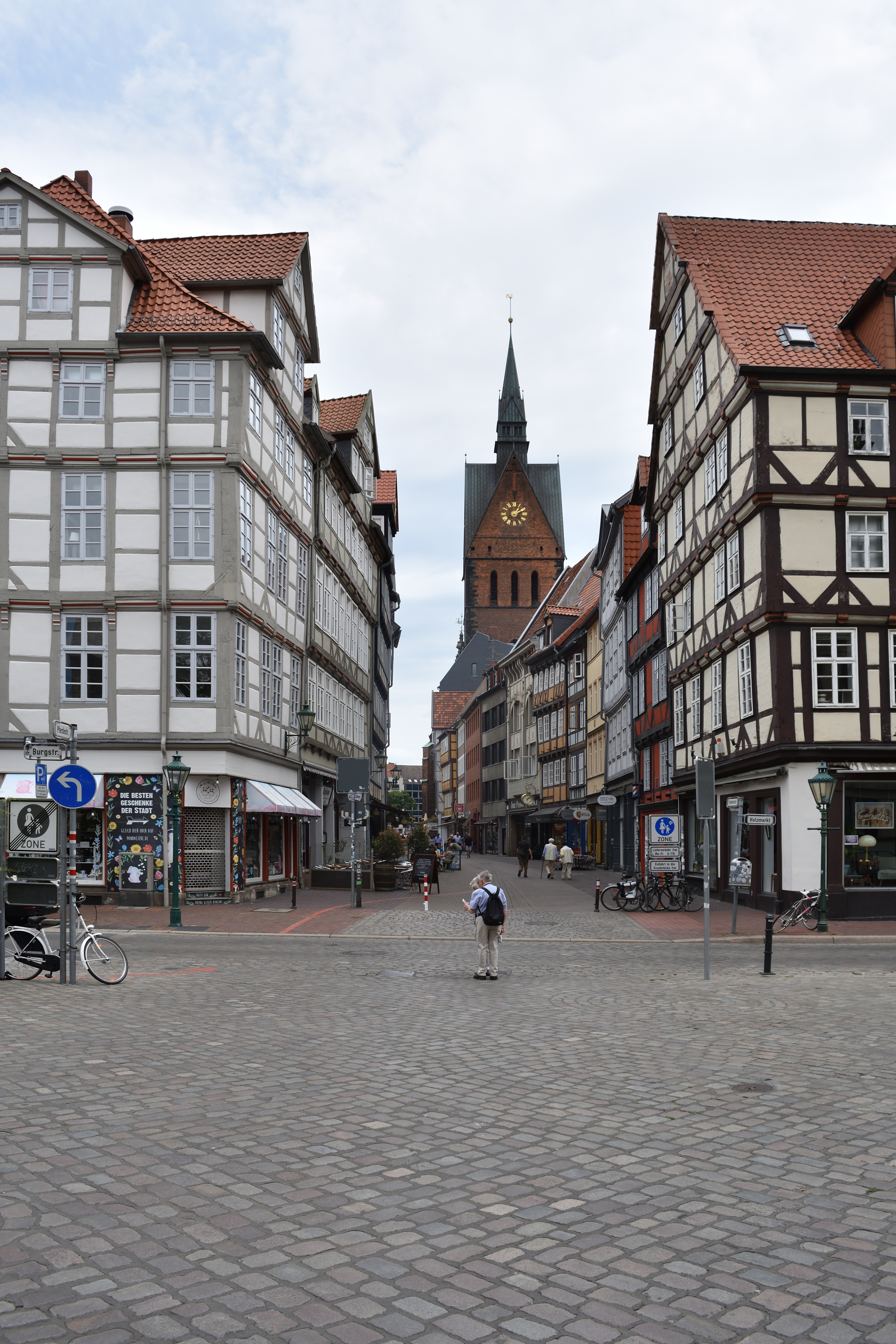
Kramerstraße vom Holzmarkt aus gesehen

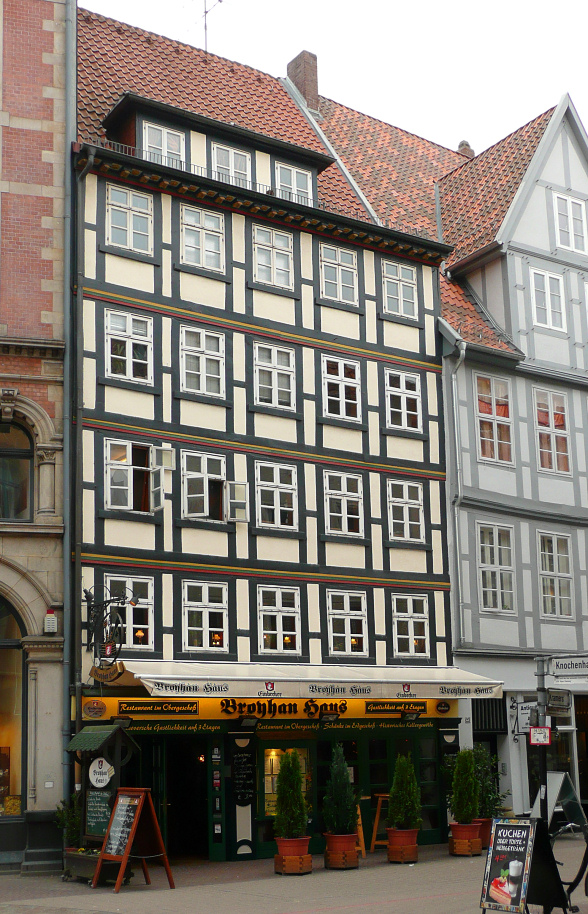
Broyhan-Haus

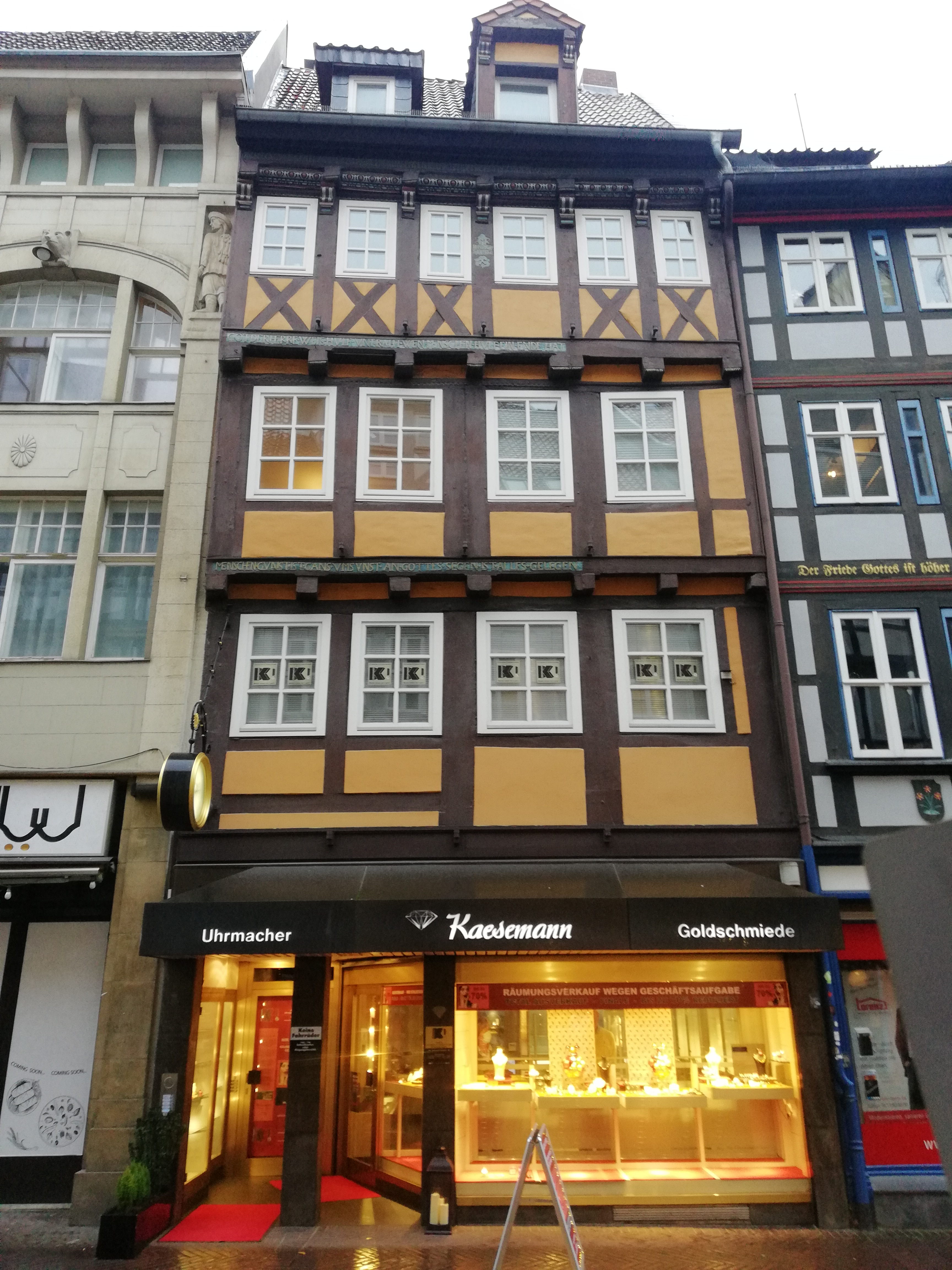
Haus Kramerstraße 16

Die Kramerstraße ist eine Straße in der Innenstadt von Hannover in Niedersachsen. Sie zeichnet sich besonders durch ihre von Fachwerkhäusern geprägte Kulisse aus. Neben dem Platz um die Marktkirche, der Burgstraße, dem Kröpcke und dem Ballhofplatz gehört sie zu den bekanntesten Straßen und Plätzen der Stadt.

## Verlauf
Die Straße verbindet den Platz an der Marktkirche mit dem Holzmarkt. Zahlreiche Einzelhändler und Gastronomiebetriebe haben sich an der Kramerstraße angesiedelt. Sie ist durchgängig als Fußgängerzone ausgewiesen.

## Geschichte
Die Kramerstraße ist eine der ältesten Straßenzüge in Hannover. Sie erhielt den Namen 1258 nach den sogenannten „Minderkaufleuten“, die hier spätestens ab dem 13. Jahrhundert ihre kleinen Krämerläden betrieben. Bis heute ist das Straßenbild durch Wohn- und Geschäftshäuser geprägt.
Bei den Luftangriffen auf Hannover wurde die Altstadt zu 85 % zerstört. Auch ein Großteil der Kramerstraße war davon betroffen. Die meisten der straßenbildprägenden Fachwerkhäuser wurden nach 1945 wieder aufgebaut.
Nicht alle Fachwerkhäuser der Straße standen historisch dort. Einige Gebäude wurden in den 1950er Jahren hier her transloziert. Dabei handelt es sich um Gebäude, welche die Luftangriffe unbeschadet überstanden haben. Ziel war es, im Bereich der Kramerstraße (und der Burgstraße) ein möglichst historisches Bild der Altstadt zu bewahren.

## Gebäude in der Straße
In der Straße befinden sich 13 Kulturdenkmäler, die mehrheitlich aus dem 16. und 17. Jahrhundert stammen. Sie ist Teil der Denkmalzone Baudenkmalgruppe Häusergruppe Kramerstraße / Burgstraße, dem sogenannten „Traditionsviertel“.
Unter den Gebäuden befindet sich auch das sogenannte Broyhanhaus von 1576. Dieses Gaststättenhaus geht bis ins 15. Jahrhundert zurück und wurde seither mehrfach erweitert und umgebaut. Es ist nach dem Bierbrauer Cord Broyhan († 1570 in Hannover) benannt. Ein weiteres Schmuckstück ist das Traufenhaus in der Kramerstraße 16 aus dem 17. Jahrhundert von Hinrich Stunkel.
In den Geschäftsbereichen der Gebäude befinden sich diverse Restaurants und Gaststätten, ein Frisörsalon, sowie u. a. ein Laden für Brautmode und ein Antiquitätenladen.

## Trivia
In der US-amerikanischen Fernsehserie Grimm ist in der ersten Staffel eine Einstellung zu sehen, welche die Kramerstraße im Ensemble mit der Marktkirche zeigt. Dazu wird aber der Text „Heidelberg, Deutschland“ eingeblendet.